# Deutscher Schauspielerpreis 2015
Die vierte Verleihung des Deutschen Schauspielerpreises fand am 29. Mai 2015 im Berliner Zoo Palast statt. Die Jury bestand aus Sinja Dieks, Armin Dillenberger, Ina Paule Klink, Harald Krassnitzer, Ute Lubosch und Heio von Stetten.

## Preisträger und Nominierte

### Beste Schauspielerin in einer Hauptrolle
Corinna Harfouch für Der Fall Bruckner
Christina Große für Spreewaldkrimi: Mörderische Hitze
Anja Kling für Kein Entkommen

### Bester Schauspieler in einer Hauptrolle
Devid Striesow für Wir sind jung. Wir sind stark.
Roeland Wiesnekker für Spreewaldkrimi: Mörderische Hitze
Sebastian Blomberg für Zeit der Kannibalen

### Beste Schauspielerin in einer Nebenrolle
Barbara de Koy für Tatort: Am Ende des Flurs
Suzanne von Borsody für Männertreu
Trang Le Hong für Wir sind jung. Wir sind stark.

### Bester Schauspieler in einer Nebenrolle
Francis Fulton-Smith für Die Spiegel-Affäre
Jan Henrik Stahlberg für Der Kuckuck und der Esel
Lars Eidinger für Der Prediger

### Nachwuchspreis
Victoria Schulz für Von jetzt an kein Zurück
Anton Spieker für Von jetzt an kein Zurück
Leon Seidel für Die Auserwählten
Joel Basman für Wir sind jung. Wir sind stark.

### Beste Schauspielerin in einer komödiantischen Rolle
Aylin Tezel für Kleine Schiffe
Bernadette Heerwagen für München Mord: Wir sind die Neuen
Carmen-Maja Antoni für Krauses Geheimnis

### Bester Schauspieler in einer komödiantischen Rolle
Michael Wittenborn für Wir sind die Neuen
Alexander Fehling für Buddy
Georg Friedrich für Stereo

### Starker Auftritt
Mathilde Bundschuh in  Das Ende der Geduld
Michael Tregor in Der Prediger
Sascha Maaz in Polizeiruf 110: Smoke on the Water

### Bestes Ensemble
Ein Geschenk der Götter

### Ehrenpreis für das Lebenswerk
Rolf Hoppe

### Sonderpreis „Starker Einsatz“
In Zusammenarbeit mit der ver.di Filmunion:

Zentrale Auslands- und Fachvermittlung – Künstlervermittlung

### Ehrenpreis „Inspiration“
vom BFFS-Vorstand vergeben:

Fred Breinersdorfer